# Loutkář (časopis)
Loutkář je nejstarší loutkářský odborný časopis na světě. Vychází s pauzou válečných let od roku 1912 dodnes a je tak vlastně živou kronikou českého loutkového divadla. Obsahuje rovněž anglické resumé a vychází čtyřikrát ročně v rozsahu přibližně 100 stran.

## Obsah
Loutkář je určen divadelníkům, profesionálním loutkářům, amatérům i pedagogům. Obsahuje teoretické i historické studie, portréty významných osobností i souborů z minulosti i současnosti, rozhovory, kritiky, informace o dění v loutkářském světě v Česku i ve světě.

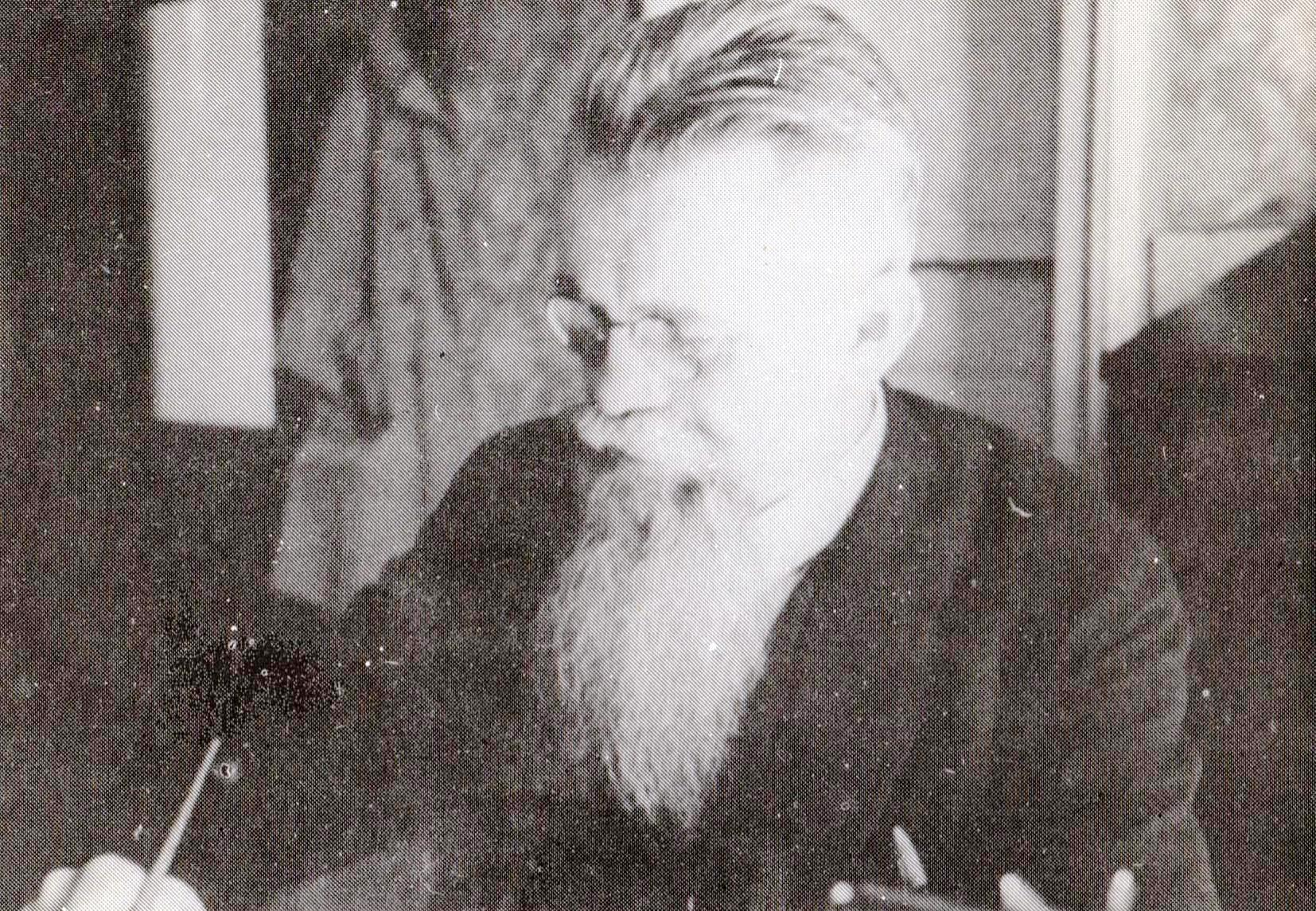
Jindřich Veselý, šéfredaktor, okolo roku 1939

## Historie
Současný časopis Loutkář je nástupnickým listem časopisu Český loutkář, Loutkář, Loutková scéna a Československý loutkář. První ročník časopisu Český loutkář vyšel v r. 1912 (vycházel do června 1913), posléze od r. 1917 pod názvem Loutkář (do r. 1939), od r. 1939 byl na kratší dobu nahrazen buletinem Zprávy loutkářského soustředění a od r. 1940–41 a 1945–1951 časopisem Loutková scéna. Od r. 1951 vychází už znovu bez přerušení jako specializovaný měsíčník Československý loutkář, po rozdělení Československé republiky od r. 1993 opět pod názvem Loutkář. Ve funkci šéfredaktora se vystřídala řada výrazných osobností českého loutkářského života – především Jindřich Veselý, Jan Malík a dále delší dobu v šéfredaktorské funkci působil Miloslav Česal, Eva Hanžlíková, Pavel Vašíček a od r. 2000 do června 2015 Nina Malíková. Současnou šéfredaktorkou je Kateřina Lešková Dolenská. Revue Loutkář sehrála i značnou roli i v historii Mezinárodní loutkářské organizace UNIMA (založené v roce 1929 v Praze), jejímž tiskovým orgánem byla např. v letech 1929–30 a o jejíž činnosti přináší dodnes pravidelně informace.

### Vývoj a výsledky působení
Vznik nového časopisu se stal pro české loutkové divadelnictví mimořádnou a nečekanou záležitostí. Do té doby nikde na světě, ani v zemích s daleko rozvinutějším loutkovým divadlem, se nikdo nepokusil o vydávání loutkářského časopisu. Během dvou let, kdy Český loutkář vycházel, soustředil kolem sebe na jedné straně skupinu spolupracovníků, kteří cítili potřebu prezentovat na jeho stránkách svůj vztah k loutkovému divadlu i své názory na jeho vývoj, na druhé straně první čtenářskou obec, která mohla ocenit informace i rady, které jí časopis poskytoval.